# 好酸球性消化管疾患
好酸球性消化管疾患（こうさんきゅうせいしょうかかんしっかん、英語: Eosinophilic gastroenteritis）は、白血球の一種である好酸球が消化管に沢山集まり炎症を起こす病気。食品などが抗原となってアレルギー反応が起こり、食道や胃腸の正常な機能が障害されてしまう。アレルギー性消化管疾患（あれるぎいせいしょうかかんしっかん）ともいう。
炎症が発生する部位によって好酸球性食道炎（こうさんきゅうせいしょくどうえん）と好酸球性胃腸炎（こうさんきゅうせいいちょうえん）に分かれる。
幅広い年齢層で発症がみられ、好酸球性食道炎は男性に多いとされる。気管支喘息やアトピー性皮膚炎などの他のアレルギー疾患を持っている人に合併しやすい。
2015年（平成27年）から難病法の指定難病に追加された。

## 原因
食品や花粉のアレルゲンによって誘発されることが多いものの、アレルゲンが特定されない（原因不明の）場合もある。また、アレルギー疾患の家族歴がある人は発症のリスクが高いとされる。

## 症状
好酸球性食道炎では嚥下障害が起こる。重症の場合は食道狭窄を起こすこともある。
好酸球性胃腸炎では1ヶ月以上続く腹痛、腹部膨満感、吐き気、嘔吐、下痢、血便が主な症状で、栄養の吸収が難しくなるため栄養失調も発生しやすく、身長が伸びなかったり体重が減少することもある。重症化すると腹水、消化管出血（吐血、下血）、腸閉塞、腹膜炎、アナフィラキシーショックが起こることもある。
症状は一過性の単発型であることもあるが、多くは半年以上続く持続型である。また、一旦改善されるがまた再発してしまう間歇型もある。
好酸球性胃腸炎のうち新生児〜乳児に起こるものを特に食物蛋白誘発胃腸炎（しょくもつたんぱくゆうはついちょうえん）という。食物蛋白誘発胃腸炎の患者の約10%は重篤な合併症を起こす。

## 診断
嚥下障害がみられた場合は好酸球性食道炎を疑い、上部消化管内視鏡検査および生体組織診断（生検）を行う。採取した食道の組織から好酸球が大量に検出され、なおかつ他の病気を除外できる場合に好酸球性食道炎と診断される。
腹痛や嘔吐、下痢などの症状が1ヶ月以上続いた場合、好酸球性胃腸炎を疑い診察を進める。この際、似たような症状を示す他の病気を除外し、上部消化管内視鏡検査または下部消化管内視鏡検査を行い、生検で採取した組織に好酸球が集まっていることを確認する。

### 鑑別疾患
好酸球性胃腸炎と区別する必要がある主な疾患としては、以下のものがある。
過敏性腸症候群、炎症性腸疾患（クローン病、潰瘍性大腸炎）、薬剤性腸炎、虚血性大腸炎、感染性胃腸炎、好酸球性多発血管炎性肉芽腫症、アレルギー性紫斑病、好酸球性白血病、好酸球増多症、悪性リンパ腫など

## 治療
原因となった食品や花粉から遠ざけることで改善されることもあるが、原因不明の場合や重症の場合はプロトンポンプ阻害薬、ロイコトリエン拮抗薬、ステロイド系抗炎症薬を内服することもある。